# Adnen Manser
Adnen Manser (arabe : عدنان منصر), né le 30 juin 1966 à Menzel Kamel, est un historien, universitaire et homme politique tunisien.

## Biographie
Professeur d'histoire contemporaine à la faculté des lettres et sciences humaines de Sousse, vice-doyen de la même institution en 2011, il est auteur de dizaines d’articles scientifiques et d’articles publiés dans la presse d’opinion, ainsi que de plusieurs ouvrages spécialisés.
Chercheur à l'Institut supérieur d'histoire du mouvement national (ISHMN), membre du conseil scientifique de la faculté des sciences humaines et sociales de Sousse, il est aussi membre de la Haute instance pour la réalisation des objectifs de la révolution, de la réforme politique et de la transition démocratique.
Fondateur du Centre d’études stratégiques sur le Maghreb, il est membre du bureau politique du Congrès pour la République entre 2011 et 2014, puis secrétaire général du Mouvement Tunisie Volonté à partir de 2015.
Il est par ailleurs porte-parole de la présidence de la République tunisienne en 2012 puis directeur du cabinet du président Moncef Marzouki entre le 30 avril 2013 et le 17 septembre 2014. Il est aussi directeur de campagne de ce dernier lors de l'élection présidentielle de 2014 remportée par Béji Caïd Essebsi.
Le 19 septembre 2018, 80 membres du parti, dont Manser, quittent le parti.

## Publications
- (ar) La résistance armée en Tunisie de 1881 à 1939 par les textes (المقاومة المسلحة في تونس) [tome 1, en collaboration avec Amira Aleya Sghaier], éd. Institut supérieur d'histoire du mouvement national, Tunis, 1997
- (ar) Stratégie de domination : le protectorat français et les institutions tunisiennes de l’État (إستراتيجية الهيمنة : الحماية الفرنسية ومؤسسات الدولة التونسية), éd. Publications de la faculté des lettres et sciences humaines de Sousse, Sousse, 2003
- (ar) La résistance armée en Tunisie de 1939 à 1956 par les textes (المقاومة المسلحة في تونس) [tome 2, en collaboration avec Amira Aleya Sghaier], éd. Institut supérieur d'histoire du mouvement national, Tunis, 2004
- (ar) L’État de Bourguiba (دولة بورقيبة), éd. Amal, Tunis, 2004
- (ar) Le Durr et son métal (الدر و معدنه), éd. Amal, Tunis, 2010
- (ar) Saison de l'exode pour la dignité (موسم الهجرة إلى الكرامة), éd. Amal, Tunis, 2011[8]